# Мебуде, Адедире
Адедире Эммануэль Авокойя-Мебуде (англ. Adedire Emmanuel Awokoya-Mebude; род. 28 мая 2004, Лондон) — шотландский футболист нигерийского происхождения, вингер клуба «Вестерло».

## Клубная карьера
Мебуде — воспитанник клубов «Рейнджерс» и «Манчестер Сити». Летом 2023 года игрок подписал контракт с бельгийским «Вестерло». 6 августа в матче против «Брюгге» он дебютировал в Жюпиле лиге. В начале 2024 года Мебуде на правах аренды перешёл в «Бристоль Сити». 13 февраля в матче против «Саутгемптона» он дебютировал в Чемпионшип. По окончании аренды игрок вернулся в «Вестерло». 10 августа 2024 года в поединке против «Юниона» Адедире забил свой первый гол за «Вестерло».
В начале 2025 года Мебуде был арендован немецким «Гамбургом». 2 февраля в матче против «Ганновер 96» он дебютировал во Второй Бундеслиге.